# 松浦市立御厨中学校
松浦市立御厨中学校（まつうらしりつ みくりやちゅうがっこう、Matsuura City Mikuriya Junior High School）は、長崎県松浦市御厨町里免にある公立中学校。

## 概要
歴史
1947年（昭和22年）学制改革により新制中学校として創立。2012年（平成24年）には創立65周年を迎えた。
校訓・校章・校歌
校区
「長崎県松浦市御厨町全域と星鹿町（青島を除く）。小学校区は松浦市立御厨小学校、松浦市立星鹿小学校。

## 沿革
- 1947年（昭和22年）4月1日 - 学制改革（六・三制の実施）が行われる。
  - 国民学校の初等科が改組され、「新御厨町立御厨小学校」に改称。
  - 国民学校の高等科と青年学校の普通科が改組され、「新御厨町立御厨中学校」（新制中学校）が発足。当初小学校に併設される。
  - 青島に御厨中学校青島分校を設置（青島小学校に併設）。
- 1948年（昭和23年）- 中学校校舎が御厨館（小学校運動場）に完成し、小学校との併設を解消。
- 1955年（昭和30年）1月1日 - 松浦市の発足により、「松浦市立御厨中学校」（現校名）に改称。
- 1957年（昭和32年）4月1日 - 青島分校が分離し、松浦市立青島中学校として独立。
- 1969年（昭和44年）- 鉄筋コンクリート造の校舎（第一期工事）が完成。
- 1971年（昭和46年）- プールが完成。

## アクセス
最寄りの鉄道駅
- 松浦鉄道 西九州線 「御厨駅」

最寄りのバス停
- 松浦観光バス「御厨小学校前」バス停
- 西肥自動車（西肥バス）「御厨浦」バス停

最寄りの国道・県道
- 国道204号（唐津街道）
- 長崎県道61号御厨田代江迎線

## 周辺
- 松浦市役所 御厨支所
- 松浦市立御厨小学校
- 松浦警察署 御厨町警察官駐在所
- 間宮病院
- 七郎神社

## 関連事項
- 長崎県中学校一覧